# LD Lines
 (mai 2014).

Logo de Transmanche Ferries

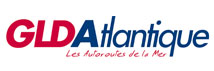
Logo de GLDAtlantique

LD Lines était une compagnie française de transport maritime. Elle arme principalement des ferries transportant voitures, camions et passagers. Elle réalise ses liaisons maritimes en Manche, associée à la compagnie Transmanche Ferries ainsi qu'en Mer Méditerranée / Golfe de Gascogne, associée avec Grimaldi Ferries sous le nom de GLDAtlantique. Depuis février 2012, sur le pas de Calais associée avec la compagnie danoise DFDS Seaways.
LD Lines est une filiale de Louis Dreyfus Armateurs.

## Lignes régulières
- Le Havre <> Portsmouth
- Dieppe <> Newhaven (opérée par Transmanche Ferries)
- Ostende <> Ramsgate
- Marseille <> Tunis (uniquement fret)
- Saint-Nazaire <> Gijón[1]
- Calais <> Douvres (depuis février 2012)

## Historique des liaisons en Manche

### Le Havre <> Portsmouth
LD Lines opère depuis octobre 2005 sur la ligne Portsmouth <>  Le Havre à la suite du retrait de P&O Ferries.
Le 12 juillet 2007, LD Lines annonça la commande d'un nouveau ferry, destiné à la ligne Le Havre / Portsmouth pour un montant d'environ 80 millions d'euros au chantier Singapore Technologies Marine.
Cependant, l'option posée par la compagnie, concernant la construction d'une seconde unité identique, a été abandonnée.
Le nouveau ferry, qui sera baptisé Norman Leader, devrait être opérationnel fin 2010. Il sera affecté à la ligne Le Havre <> Portsmouth...
Depuis le 26 mars 2010, le catamaran rapide Norman Arrow opère sur cette ligne Le Havre <> Portsmouth afin de permettre une liaison rapide entre la Normandie et l'Angleterre en 3h15 (contre 5h30 avec les ferries conventionnels). C'est un navire saisonnier et donc cessera de naviguer à partir d'octobre 2010. En 2011, LD Lines décide de se séparer du Norman Arrow, dont l'appétit en carburant n'est plus compatible avec les prix croissant du pétrole. La liaison Le Havre Porstmouth sera désormais exclusivement opérée par des ferries classiques. Après avoir passé l'hiver 2011-2012, le Norman Arrow quitte Rouen pour Dunkerque le 24 mars.
- Temps de traversée (au 26 juillet 2010) : 5h15 à 5h30 pour les traversées de jour (ferries conventionnels) et 8h00 pour les traversées de nuit (ferries conventionnels)
- Navires affectés à la liaison (au 26 juillet 2010) : Norman Arrow et Côte d'Albâtre

### Dieppe <> Newhaven
LD Lines a obtenu une délégation de service public afin d'exploiter, à partir d'avril 2007 la liaison entre Dieppe et Newhaven mise en service sous la marque Transmanche Ferries par le syndicat mixte de promotion de l'activité transmanche en 2001, à l'initiative du conseil général de la Seine-Maritime.
- Temps de traversée (au 19 septembre 2009) : 4h00 (ferry conventionnel)
- Navire affecté à la ligne (au 19 septembre 2009) : Seven Sisters
- Nombre de rotations (au 19 septembre 2009) : 2 aller-retour quotidiens

### Boulogne-sur-Mer <> Douvres
La compagnie assure également à partir de février 2009 une liaison régulière entre Boulogne-sur-Mer et Douvres. Cette liaison était effectuée par le ferry Côte d'Albâtre. Ce dernier appareillait de Dieppe le matin pour rejoindre Douvres. De là, il assurait deux aller-retour avec Boulogne avant de rejoindre Dieppe le soir.
Le 29 mai 2009 entre en service le nouveau catamaran rapide Norman Arrow, construit au chantier « Incat » en Australie. Ce dernier assurait la liaison directe entre Boulogne et Douvres en 45 minutes, tandis que le Côte d'Albâtre conserve son service Dieppe - Douvres - Boulogne.
En juillet 2009, dans un contexte de concurrence entre LD Lines et P&O Ferries à Dieppe, la décision est prise d'abandonner la desserte de la ville normande vers Douvres. Ainsi, le Côte d'Albâtre conserve ses deux aller-retour quotidiens Boulogne-Douvres en compagnie du Norman Arrow. Mais en septembre 2009, le ferry Côte d'Albatre rejoint Le Havre afin de doubler le Norman Spirit sur sa ligne vers Portsmouth.
Le Norman Arrow, désormais seul sur la ligne, a dû augmenter ses rotations. Il utilise dorénavant le nouveau terminal hub port de Boulogne.
Le 6 octobre 2009, on apprend que le Norman Arrow sera transféré sur la ligne entre Le Havre et Portsmouth au printemps 2010 en compagnie du Côte d'Albâtre. Les deux navires ne seront donc pas restés longtemps séparés. Cette décision a été prise à la suite de deux constatations. Tout d'abord, il se trouve que le catamaran rapide, récemment livré à la compagnie, n'est pas totalement adapté à la configuration du port de Boulogne-sur-Mer. De plus, la demande en fret dans ce port est beaucoup plus importante. Il est donc plus judicieux d'y affecter un navire de plus grande capacité. Ainsi, ce sont le Norman Bridge et le Norman Trader (deux navires jumeaux) qui remplacent le Norman Arrow sur la ligne entre Boulogne-sur-Mer et Douvres.
Fin août 2010, le Norman Bridge est transféré sur la ligne entre Nantes-Saint-Nazaire et Gijón. Et le 5 septembre 2010, le Norman Trader cesse lui aussi ses rotations entre Boulogne-sur-Mer et Douvres et, de ce fait, LD Lines se retire de la ligne Boulogne - Douvres.
L'armement est actuellement en discussions avec un gros groupe agro-alimentaire pour relancer le trafic fret "non accompagné" (camions voyageant sans chauffeur).

### Ostende (Belgique) <> Ramsgate
Depuis mi-mars 2010, LD Lines a signé un accord avec Transeuropa Ferries pour exploiter conjointement la ligne Ostende <> Ramsgate. LD Lines prendra en charge les passagers et Transeuropa Ferries le fret. C'est le Larkspur et l'Ostend Spirit (anciennement dénommé Norman Spirit) qui seront chargés d'effectuer la liaison Ostende <> Ramsgate.
- Temps de traversée (au 26 juillet 2010) : 4h
- Navires affectés à la ligne (au 26 juillet 2010) : Larkspur & Ostend Spirit
- Nombre de rotations (au 26 juillet 2010) : 4 aller-retour quotidiens

### Cherbourg <> Rosslare (Irlande)
De novembre 2008 à septembre 2009, LD Lines proposait au départ du Havre une liaison directe vers l'Irlande. Cette ligne était assurée par le récent ferry Norman Voyager. La liaison vers l'Irlande renaissait (cette ligne existait jusque dans le milieu des années 1990 et était opérée par Irish Ferries vers Rosslare Europort et Cork).
Cependant, cette ligne a été suspendue le 19 septembre 2009 au profit d'une nouvelle ligne vers l'Irlande au départ de Cherbourg, que LD Lines devait ouvrir. Mais un changement de dernière minute a fait que ce sera la compagnie Celtic Link qui sera chargée de cette liaison. Ainsi, le Norman Voyager, a été cédé à cette compagnie afin qu'elle puisse assurer la liaison.

### Calais <> Douvres
Depuis le 17 février 2012 le Norman Spirit (ex Ostend Spirit) opère sur la ligne Calais-Douvres à raison de cinq traversées quotidiennes (en association avec DFDS Seaways), à la suite de l'arrêt de l'exploitation commerciale de la compagnie maritime française SeaFrance.
À la suite du rapprochement, entre les deux compagnies en février 2013, puis d'un arrêt technique de quinze jours au chantier naval de Gdańsk en Pologne afin de réaménager son accueil passager à bord, le Norman Spirit a fait son retour au port de Calais le dimanche 17 mars 2013 à 6h08 du matin, en arborant un nouveau nom Calais Seaways, et de nouvelle couleur.

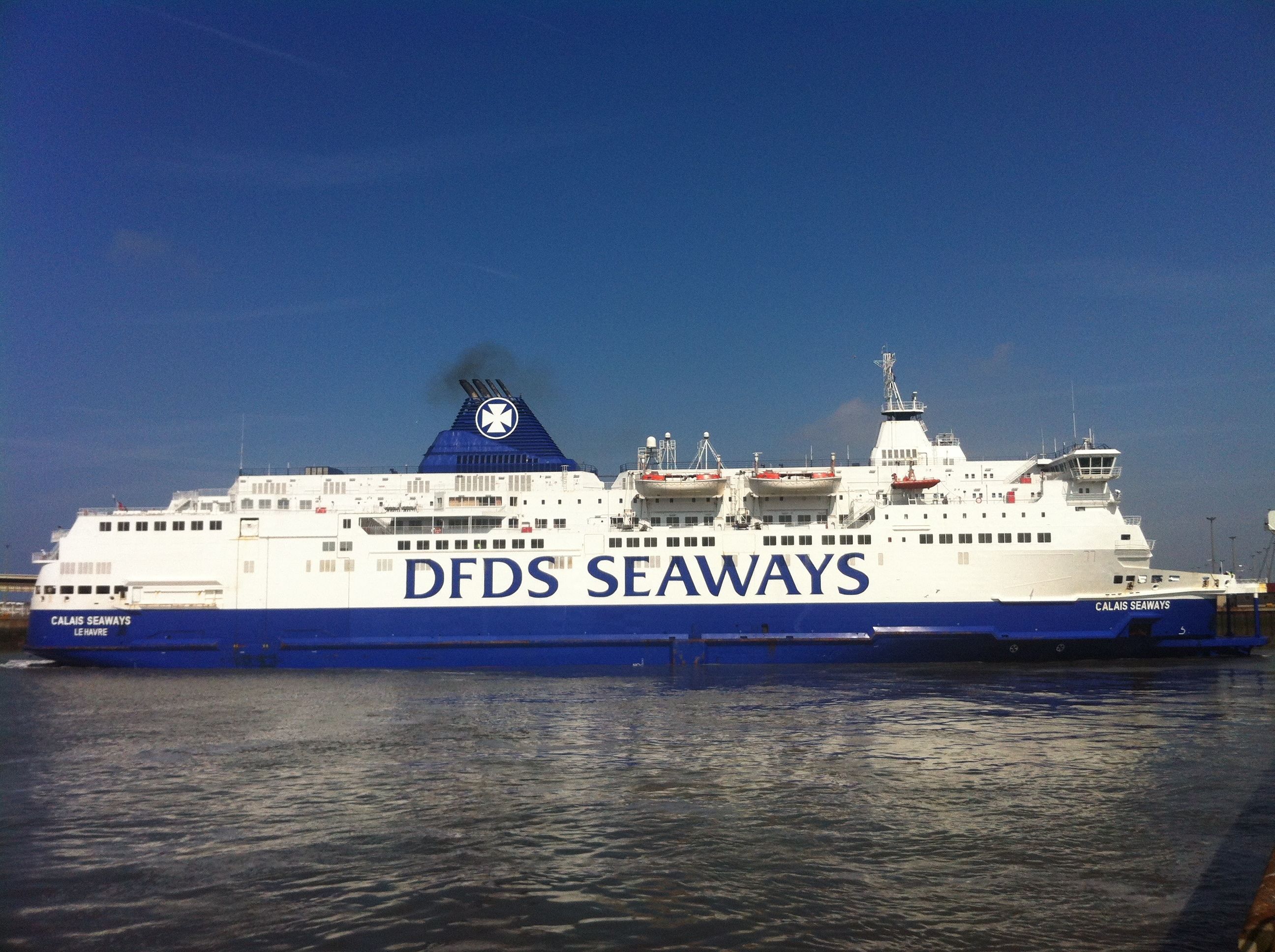
Le Calais Seaways, ex Norman Spirit, quittant le Poste 8 du Port de Calais.

## Historique des liaisons en Méditerranée

### Toulon <> Civitavecchia (Italie)
LD Lines opérait en association avec Grimaldi Ferries, la première "autoroute de la mer" française entre Toulon et Rome depuis 2005, sous le nom de GLD Lines.
Le roulier Eurostar Vlencia était affecté à cette liaison. Durant deux ans, la ligne est parfois modifiée avec des escales à Bastia ou Cagliari. Mais cela ne s'avère pas concluant.
En 2007, l' Eurostar Valencia est renommé Sorrento et arbore une nouvelle livrée.
Durant l'été 2007, la compagnie essaye une nouvelle escale à Porto-Vecchio. Une fois de plus, cela n'est pas rentable.
En mars 2009, la liaison Toulon <> Civitavecchia (Rome) est suspendue. En effet, GLD Lines invoque un déficit de remplissage du navire, en partie dû à la chute du marché de voitures neuves.
La liaison ne reprendra que si la situation s'améliore et que la demande vient à s'accroître dans les mois à venir...

## Historique des liaisons en Atlantique

### Saint-Nazaire <> Gijon
Forte de l'expérience de la ligne Toulon <> Civitavecchia, LD Lines sous le nom de GLDAtlantique a lancé le 8 septembre 2010 une seconde "autoroute de la mer", celle-là même répondant à une demande croissante pour le transport de fret et de passagers.
C'est le ferry Norman Bridge qui est exploité sur la ligne.
- Temps de traversée (au 8 septembre 2010) : 14h
- Navires affectés à la ligne (au 8 septembre 2010) : Norman Bridge
- Nombre de rotations (au 21 septembre 2010) : 3 allers-retours hebdomadaires